# Sandy Island Number 1
Sandy Island Number 1 ist eine unbewohnte Insel an der Nordküste Australiens, etwa 200 Kilometer nordöstlich von Darwin. In der Sprache der lokalen Aborigines heißt sie Wawadi.
Sie befindet sich 1,2 Kilometer vor der Küste von Cobourg Peninsula (Northern Territory) im Garig Gunak Barlu National Park beim Smith Point, einer der nördlichsten Punkte des Festlands im Northern Territory und Standort eines Campingplatzes und der Ranger Station „Black Point“.

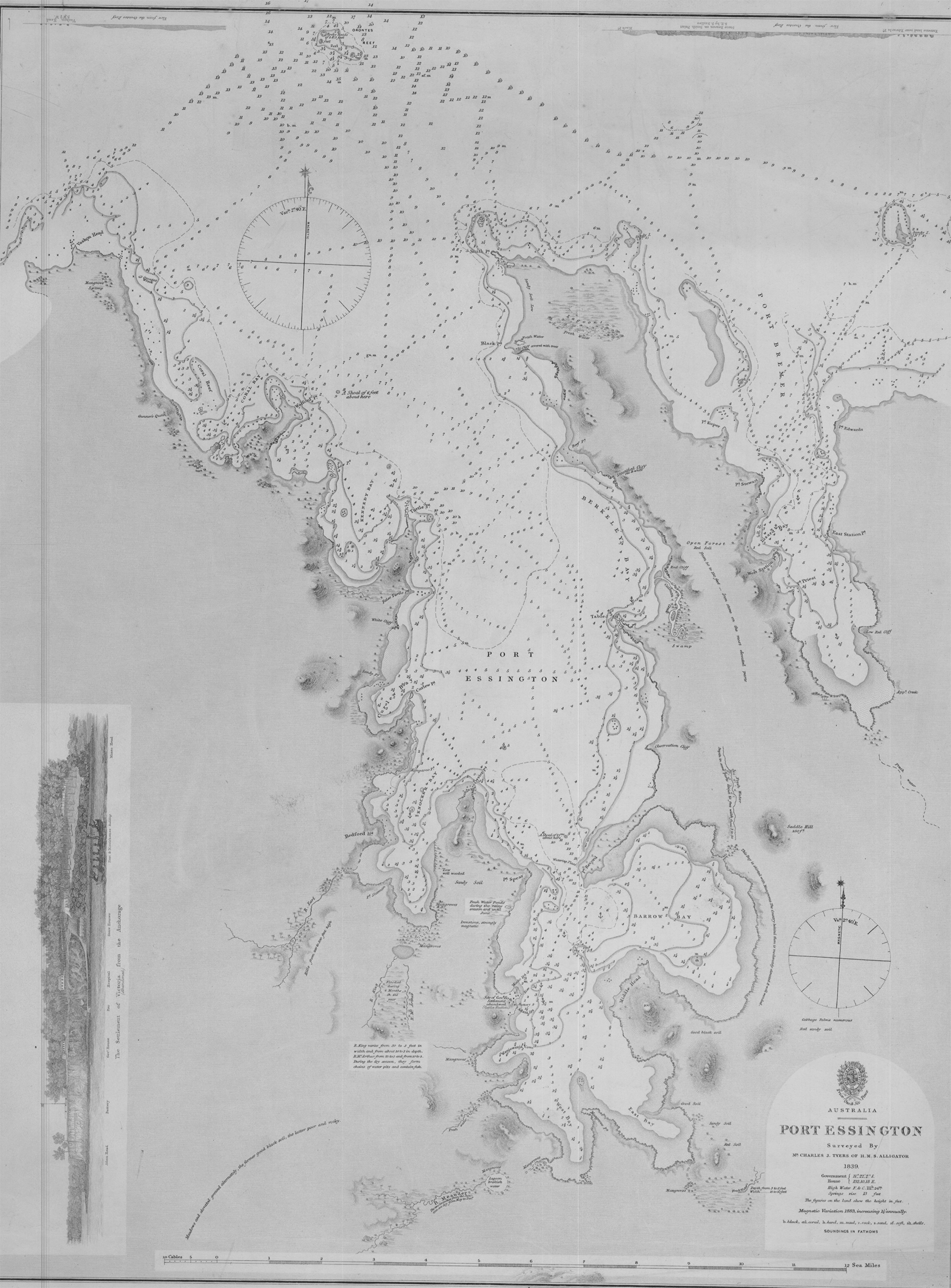
Karte von 1839 mit Sandy Island vor der Halbinsel oben rechts

Die Insel ist in Nord-Süd-Richtung etwa 450 Meter lang und 160 Meter breit. Das Betreten der Insel ist verboten.
Die Insel Sandy Island Number 2 liegt rund elf Kilometer östlich.